# Ringo Oiwake
Ringo Oiwake (яп. リンゴ追分, букв. «Яблоневая развилка») — песня и сингл Хибари Мисоры 1952 года; первый из записанных ею синглов, продажи которых превысили 1 миллион копий, находится на 5 месте по продажам среди её «миллионников» (после Yawara, Kawa no nagare no yō ni, Kanashii Sake и Makkana Taiyō).

## Основные сведения
Песня на слова Фудзио Одзавы (1912—1966) и музыку Масао Ёнэямы (1912—1985) была написана как музыкальная тема для радио-драмы «Девочка из яблоневого сада» (яп. リンゴ園の少女 Ringo-en no shōjo) радиостанции Radio Tokyo (ныне компания TBS) апреля 1952 года и впервые была исполнена Хибари на публику месяц спустя, в неполные 15 лет, на её первом концерте в токийском Kabuki-za. Чуть позднее радиодрама была переснята на киностудии Shōchiku режиссёром Кодзи Симой в одноимённый фильм, где Хибари сыграла главную роль (вышел 20 ноября 1952 года).
В том же 1952 году песня издаётся лейблом Nippon Columbia на сингле (формат — EP, грампластинка-миньон) вместе с другой песней Ringo-en no shōjo из того же фильма в её же исполнении. Сингл становится хитом и продаётся «по свежему следу» в количестве около 700 тысяч копий; впоследствии общее «пожизненное» количество проданных копий достигает примерно 1,3 миллиона, что соответствует требованиям к японскому статусу «миллионного сингла» и ставит его на 5-е место из «миллионников» певицы, после Yawara, Kawa no nagare no yō ni, Kanashii Sake и Makkana Taiyō (продажи которых достигали уровней в 1,9, 1,5, 1,45 и 1,4 миллиона копий соответственно).
Впоследствии сингл минимум единожды переиздавался в той же комбинации на аудио-CD, песня также неоднократно включалась в альбомы Мисоры.
Песня была одной из трёх, исполненных Мисорой в качестве почётного гостя (вне конкурса) новогодней программы «Кохаку ута гассэн» 31 декабря 1979 года, в качестве «частичного примирения» с телекомпанией NHK (после полного бойкота ею студии, не пригласившей певицу после 18-кратного участия в конкурс 1973 года без объяснения причин, на фоне криминального скандала с её младшим братом). Две другие — Hibari no Madorosu-san  («Матрос-сан») и Jinsei Ichiro («Дорога жизни»).

## Другие издания на синглах
- Сингл-миньон издания 20 апреля 1963 (переиздан в 2011 на аудио-CD)
  1. Ringo Oiwake
  2. Blouse to White Shirt no koi (ブラウスとワイシャツの恋, букв. «Любовь блузки и мужской сорочки»)
- Сингл на аудио-CD издания 21 февраля 1991
  1. Ringo Oiwake
  2. Echigo Jishi no Uta (越後獅子の唄, примерно «Песня уличного актёра»; песня её репертуара 1950 года)
- Сингл издания 21 июля 1991 (переиздан 21 сентября 1992)
  1. Ringo Oiwake
  2. Ringo Oiwake (караоке)
  3. Hibari no Sado Jōwa (ひばりの佐渡情話, букв. «„Легенда острова Садо“[яп.], версия Хибари», из её одноимённого фильма 1962 года, выходившего в западный прокат как Hibari’s Tale of Pathos)
  4. Hibari no Sado Jōwa (караоке)
- Сингл издания 20 августа 2003[5]
  1. Ringo Oiwake
  2. Minato-machi 13-banchi (яп. 港町十三番地, примерно «Квартал портовый, дом 13»)
  3. Ringo Oiwake (караоке)
  4. Minato-machi 13-banchi (караоке)

## Некоторые кавер-версии других исполнителей
- Tokyo Ska Paradise Orchestra (в альбоме 「ライブ」 от 21 марта 1991[6])
- Ким Ёнджа (в альбоме 「柔,リンゴ追分~美空ひばりを歌う」 от 23 октября 1996[7])
- Сатоко Кода[яп.] (в альбоме 「川の流れのように」 скрипичных каверов Мисоры от 20 марта 1999; переиздан 18 февраля 2004[8])
- Фумико Камахара (в альбоме 「花・ジャパネスク」 от 20 мая 2000[9])
- Минако Сиода (в альбоме 「川の流れのように」 каверов Мисоры от 29 мая 2001[10])
- Кенни Баррон[англ.] (в альбоме Landscape от 27 октября 2004[11])
- Southern All Stars (в макси-сингле BOHBO No.5 от 20 июля 2005[12])
- Эри Оно[яп.] (в альбоме Sweet Love от 3 мая 2006[13])
- Хако Ямасаки[англ.] (в альбоме 「未発表」 от 4 ноября 2009[14])
- Cokuri (в макси-сингле kagomekagome от 1 сентября 2011[15])
- Ами Мидзусава[яп.] (кавер выпущен синглом 25 сентября 2012[16])

Существует также сборник, полностью посвящённый этой песне и её инструментальным и вокальным переложениям в различных стилях разными коллективами и исполнителями (альбом 「Ringo-Oiwake Collection リンゴ追分・これくしょん」, выпущен 24 июня 2005)